# Hiromichi Katano
Hiromichi Katano (片野 寛理 Katano Hiromichi?, nacido el 6 de abril de 1982 en Chiba) es un futbolista y entrenador japonés que juega de mediocampista en el Rayong FC de la Thai League 1, también se desempeña como asistente técnico del entrenador del mismo club.

## Trayectoria

### Clubes
| Club                | País      | Año         |
| ------------------- | --------- | ----------- |
| Tochigi SC          | Japón     | 2005 - 2007 |
| Sagawa Printing     | Japón     | 2008        |
| Giravanz Kitakyushu | Japón     | 2009 - 2010 |
| Osotspa Saraburi    | Tailandia | 2011 - 2014 |
| Biu Chun Rangers    | Hong Kong | 2015 - 2016 |
| Sukhothai FC        | Tailandia | 2016 - 2017 |
| Trat FC             | Tailandia | 2018        |
| Sisaket FC          | Tailandia | 2019 -2021  |
| Trat FC             | Tailandia | 2021 -2023  |
| Rayong FC           | Tailandia | 2023 -      |